# Pinus virginiana
El pi de Virginia (Pinus virginiana) és una espècie de conífera de la família Pinaceae nadiua de l'est dels Estats Units d'Amèrica. És de mida mitjana que sovint creix sobre els sòls més pobres.

## Característiques
Normalment fa de 9 a 18 m d'alt. Les fulles són curtes (4–8 cm) i en fascicles i sovint corbades. Les pinyes fan 4–7 cm de llargada i poden persistir dalt de l'arbre durant 3 o més anys.

## Distribució
Es troba des de Long Island al sud de l'estat de Nova York a través dels Apalatxes fins a Tennessee i Alabama.

## Galeria

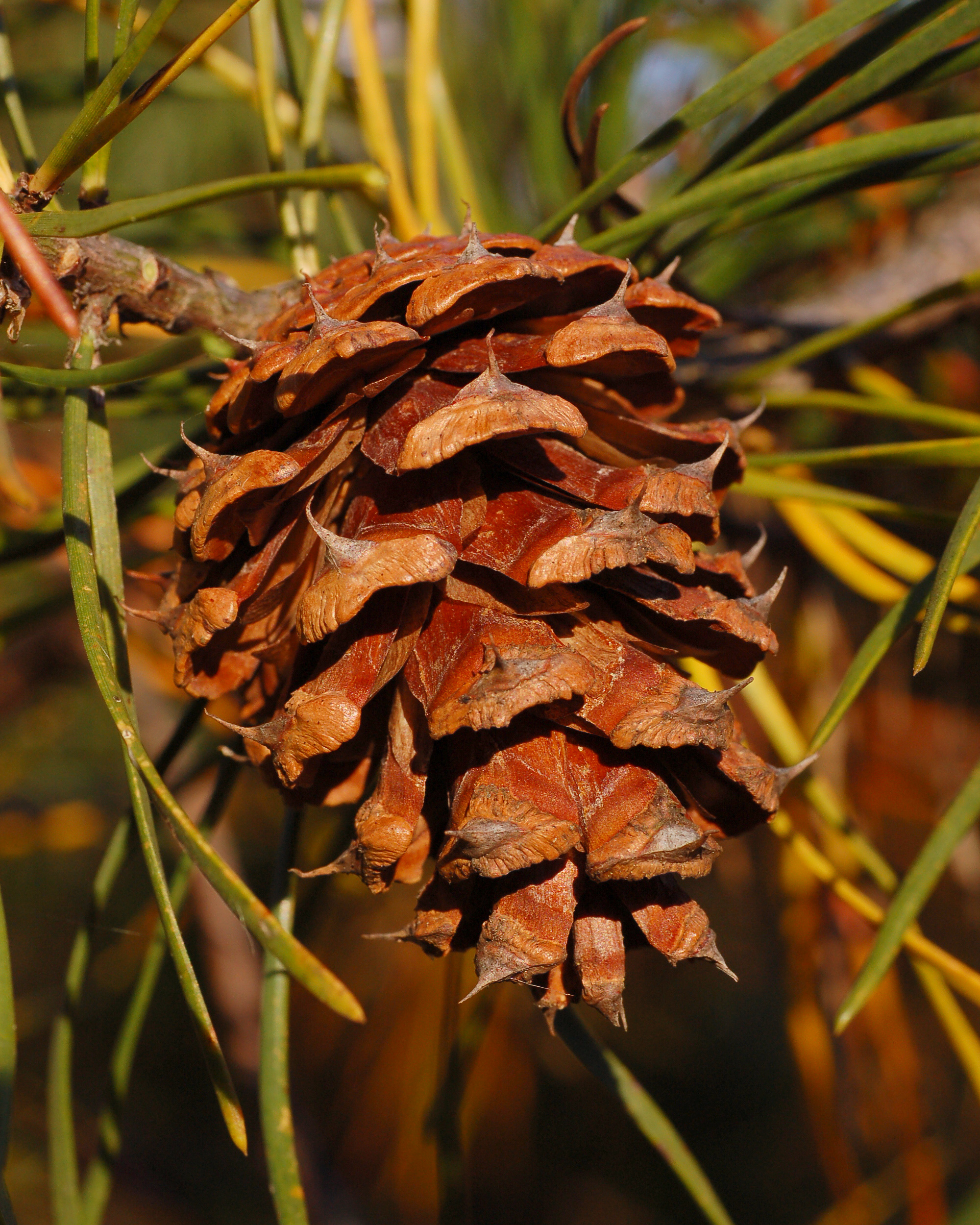
pinya
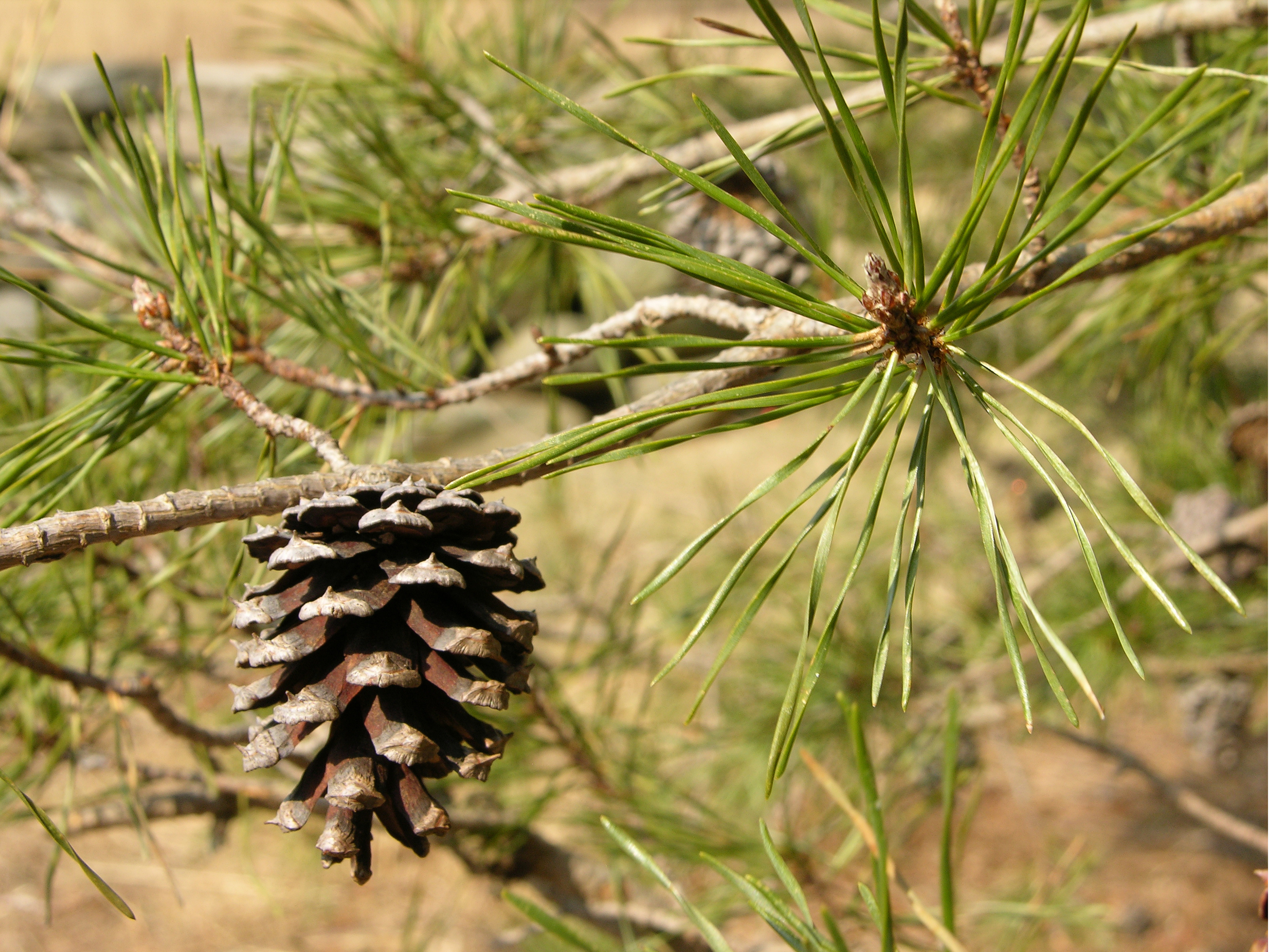
pinya i fulles
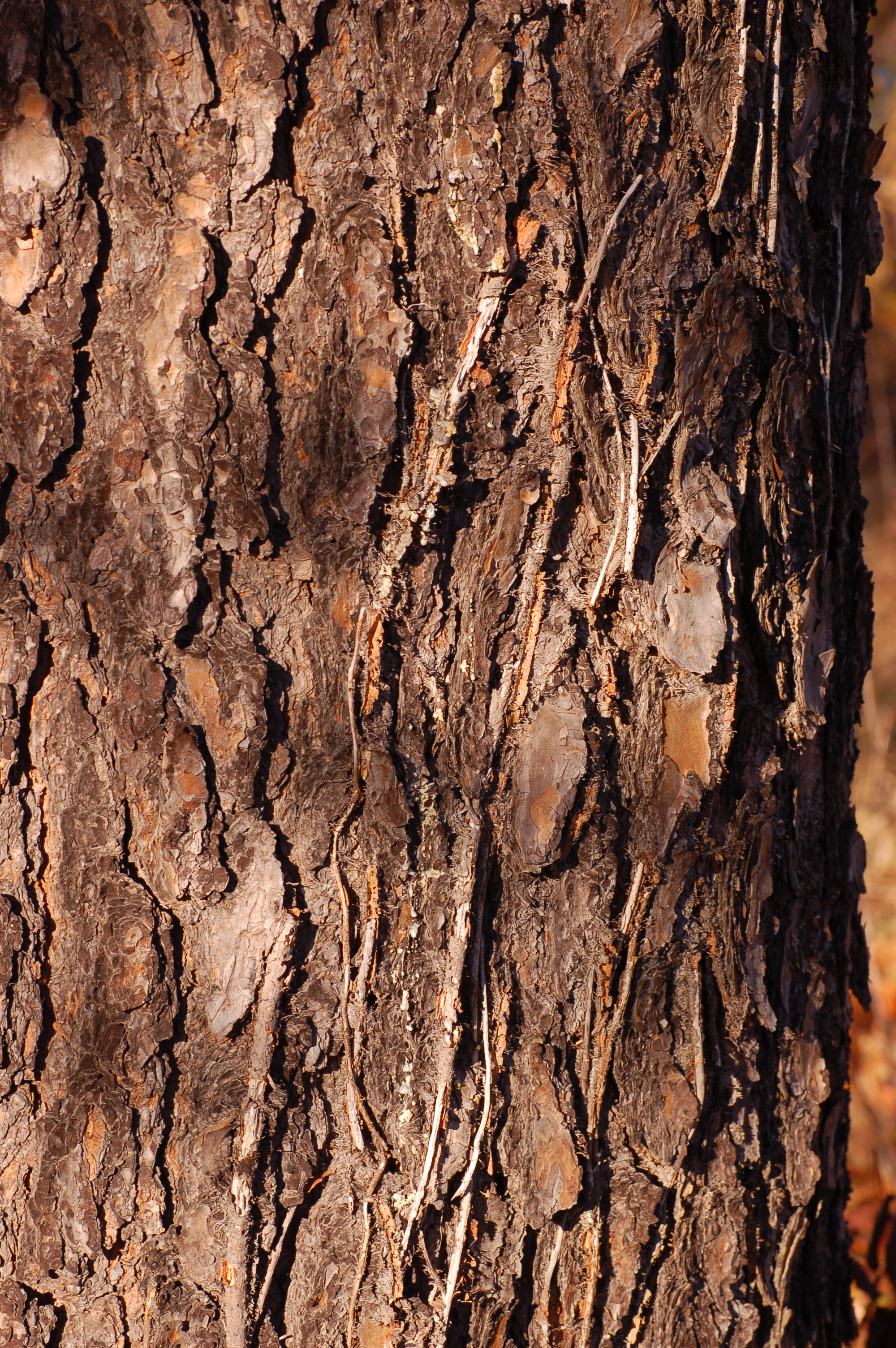
Escorça